# Quai François-Mitterrand (Nantes)
Pour l’article homonyme, voir Quai François-Mitterrand.
Le quai François-Mitterrand est une voie publique et un ouvrage portuaire sur la Loire dans la commune Nantes, dans le département français de la Loire-Atlantique.

## Situation et accès
Situé sur l'Île de Nantes, le quai s'étend du pont Haudaudine jusqu'au pont Anne-de-Bretagne, et est entièrement pavé le long du fleuve ; la berge est couverte de végétation. Le quai est rejoint par la passerelle Victor-Schœlcher. Les parties bitumées, qui relient la rue Julien-Videment à la voie desservant la place des Érables (au niveau de l'école d'architecture), ainsi que celle située entre la rue Alain-Barbe-Torte et le pont Haudaudine, sont ouvertes à la circulation automobile, à l'exception de l'espace situé devant le palais de justice
Sur son côté sud, le quai rencontre successivement : le passage de l'Imprimerie, puis les rues Alain-Barbe-Torte, de l'Angélique-des-Estuaires, de l'Île-Mabon, Olympe-de-Gouges, Arthur-III, Louise-Weiss et Marguerite-Duras.

## Origine du nom
Il rend hommage à François Mitterrand (1916-1996), 21e président de la République française.

## Historique
Aménagé au XIXe siècle, le quai appartient au port autonome, et devient voie publique le 18 mai 1981.
À sa création, le quai est appelé « quai André-Rhuys », du nom d'un riche marchand nantais du XVIe siècle, qui reçut dans sa « maison des Tourelles », sur le quai de la Fosse, les rois Charles IX, Henri III et Henri IV. Le quai prend ensuite le nom de Fernand Crouan (à ne pas confondre avec l'actuel quai Fernand-Crouan), avant d'être renommé le 20 février 1996. 
Le quai est remanié dans les années 1990, avec notamment la construction du nouveau palais de justice. La désignation « quai Fernand-Crouan » est déplacée vers l'ouest, entre le pont Anne-de-Bretagne et l'extrémité nord de l'ancienne île Sainte-Anne (début du quai des Antilles), tandis que la dénomination « quai André-Rhuys » ne s'applique désormais plus qu'à la partie située entre le quai Hoche et le pont Haudaudine.
Dans les années 2000, le tribunal de commerce, les bureaux nantais du journal Ouest-France, et les radios France Bleu Loire Océan, FIP Nantes et Hit West, ainsi que la Samoa s'installent au nos 1 et 2 dans le nouvel immeuble « Le Rhuys », tandis que l'école nationale supérieure d'architecture de Nantes prend possession de nouveaux locaux au no 6, alors que le siège d'Harmonie mutuelle est rénové. L'ensemble des opérations, y compris les travaux d'aménagement de la voirie, est achevé en 2009.
En avril 2014, le consulat général de Turquie à Nantes s'installe définitivement au no 20 du quai (ses locaux étaient auparavant situés à Vertou), dans un hôtel particulier construit au début des années 1880 ayant servi de maison de maitre pour le patron de l’usine d’engrais située aux alentours, fondée en 1891 par Eugène Avril et Gustave Fiteau (devenue « Avril et fils » en 1950). Ce fut l'une des plus anciennes maisons construites sur l'île de la Prairie-au-Duc et l'une de celles qui resta intacte lors du dynamitage des ponts de la Loire par les Allemands dans la nuit du 10 au 11 août 1944, peu avant leur départ. Ce bâtiment classé au Patrimoine nantais agrandi par une extension contemporaine, a retrouvé son apparence d’origine après un an de travaux qui se sont terminés fin 2012.

## Bâtiments remarquables et lieux de mémoire
- Consulat général de Turquie à Nantes
- École nationale supérieure d'architecture de Nantes
- Palais de justice de Nantes

## Voies secondaires

### Passage de l'Imprimerie
Localisation : 47° 12′ 25″ N, 1° 33′ 20″ O
Le conseil municipal approuve, le 8 février 2013, l'attribution à la voie du nom de l'imprimerie « la
Contemporaine » qui s'y trouvait. Cette entreprise fut créée en 1975 avec un statut de SCOP, et cessa son activité en 2004. Elle relie le quai François-Mitterrand à la rue la Tour-d'Auvergne

### Rue de l'Angélique-des-Estuaires
Localisation : 47° 12′ 27″ N, 1° 33′ 31″ O
Le conseil municipal approuve, le 5 décembre 2008, l'attribution à la voie du nom de l'Angélique des estuaires, une espèce végétale de la famille des Apiaceae spécifique aux estuaires français, notamment dans la zone située entre les ponts Haudaudine et Anne-de-Bretagne. Elle relie le quai François-Mitterrand à la rue La Noue-Bras-de-Fer.

### Rue Olympe-de-Gouges
Localisation : 47° 12′ 27″ N, 1° 33′ 38″ O
Le nom de la rue a été décidé les 16 et 17 décembre 1999, en hommage à Olympe de Gouges (1748-1793), femme de lettres française, devenue femme politique et polémiste, une des pionnières du féminisme, auteure de la Déclaration des droits de la femme et de la citoyenne et de nombreux écrits en faveur des droits des femmes et de l'abolition de l'esclavage des Noirs. Elle relie le quai François-Mitterrand à la rue La Noue-Bras-de-Fer.

### Rue Louise-Weiss
Localisation : 47° 12′ 23″ N, 1° 33′ 43″ O
Le conseil municipal approuve, le 5 décembre 2008, l'attribution à la voie du nom de Louise Weiss (1893-1983) journaliste, écrivaine, féministe et femme politique française. Elle se présente sous la forme de deux allées piétonnes situées de part et d'autre d'une petite place, reliant le Quai François-Mitterrand à la rue Magin.

### Rue Marguerite-Duras
Localisation : 47° 12′ 28″ N, 1° 33′ 49″ O
Le conseil municipal approuve, le 5 décembre 2008, l'attribution à la voie du nom de Marguerite Duras (1914-1996), écrivaine, dramaturge, scénariste et réalisatrice française. Elle relie le quai François-Mitterrand à la rue Julien-Videment.

#### Galerie

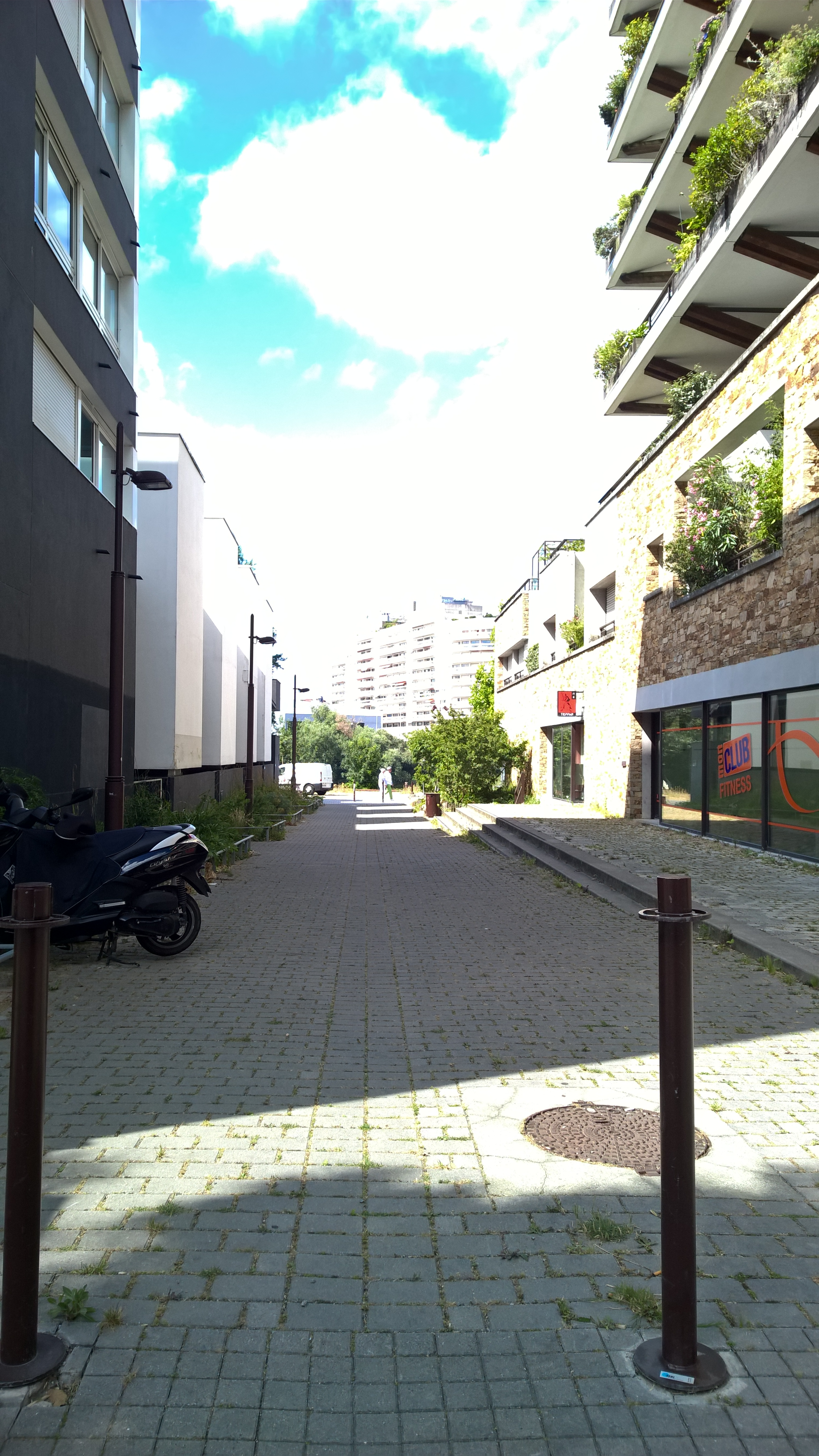
Rue de l'Angélique-des-Estuaires.
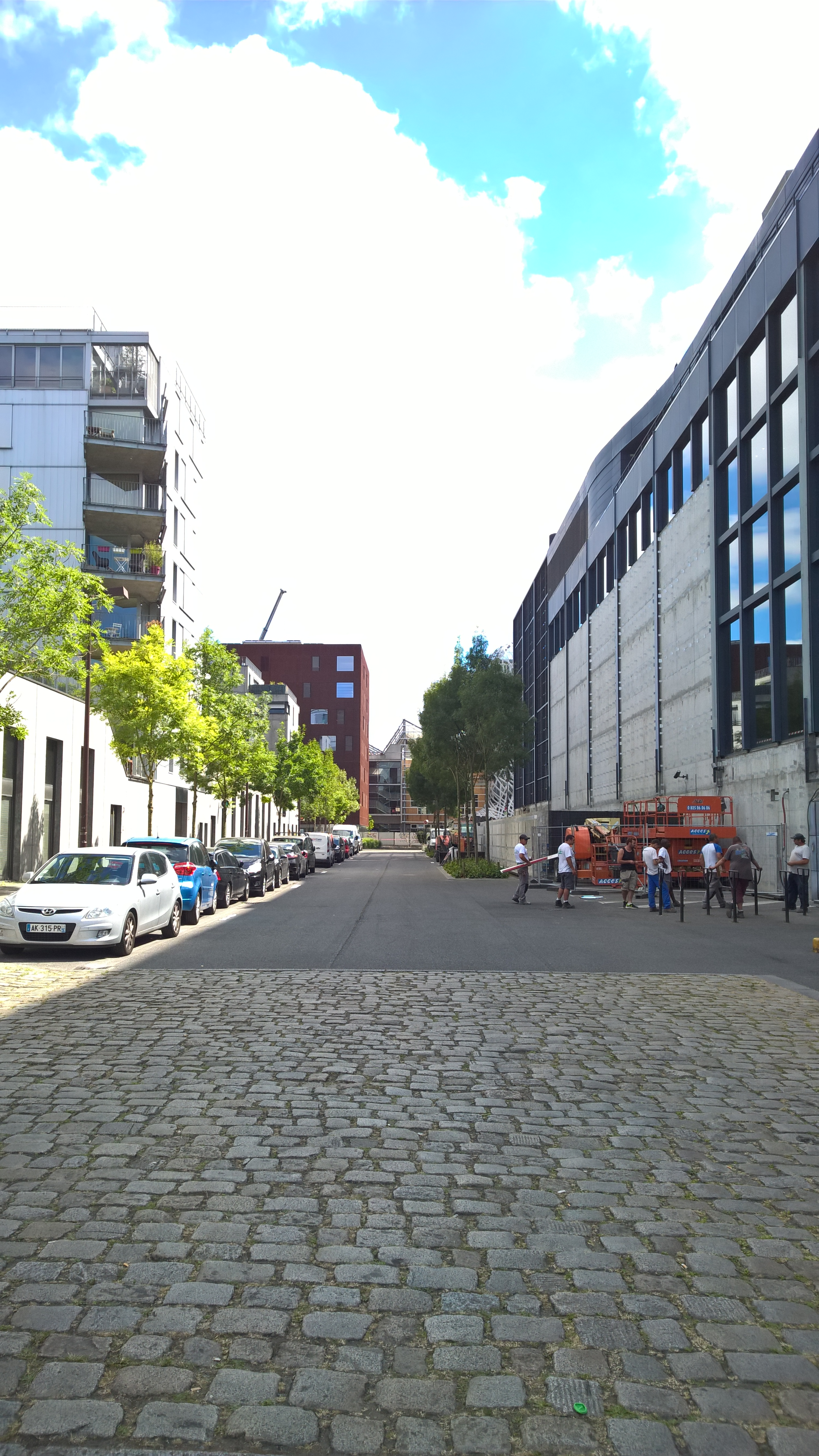
Rue Olympe-de-Gouges.
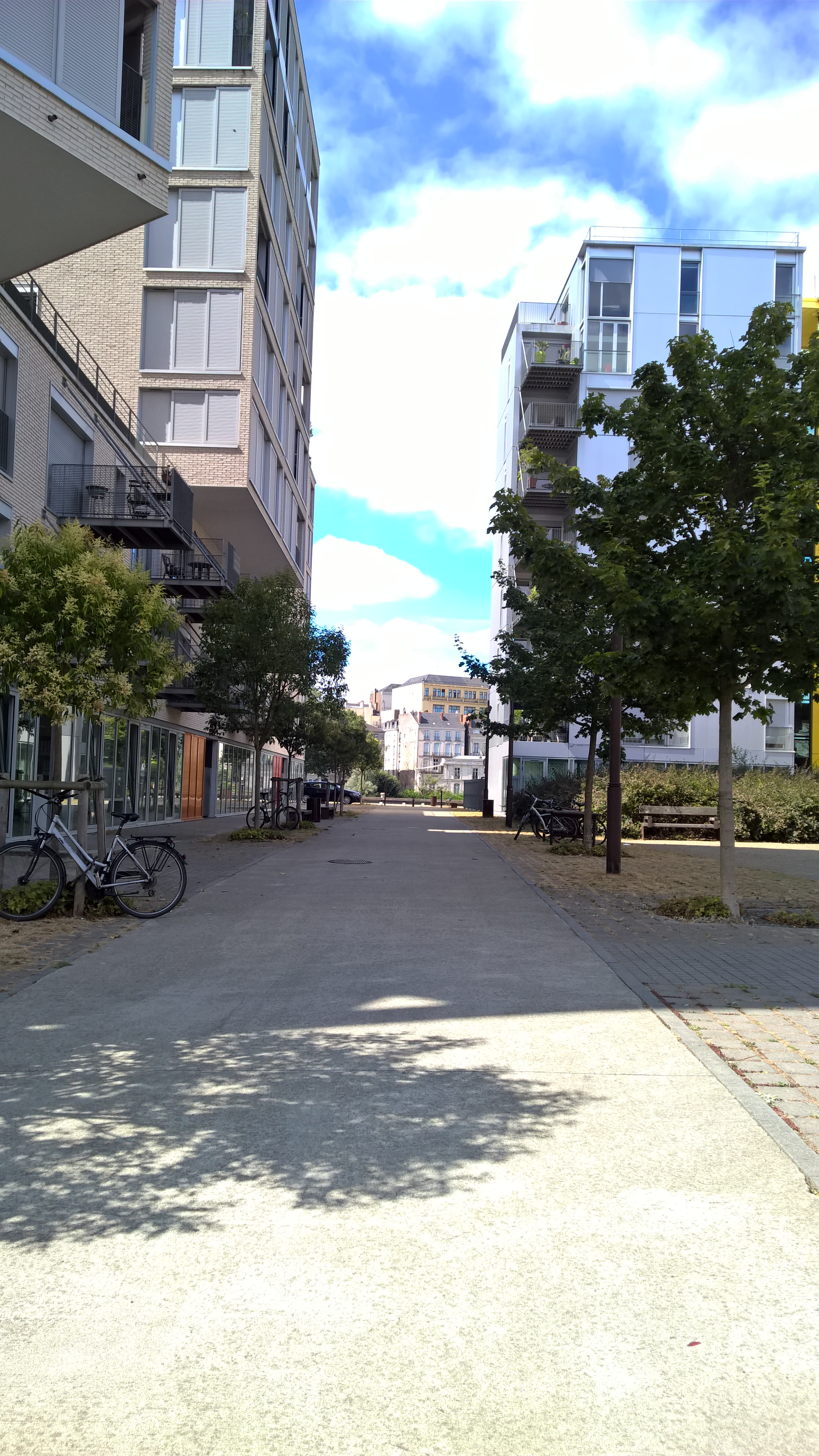
Rue Louise-Weiss.
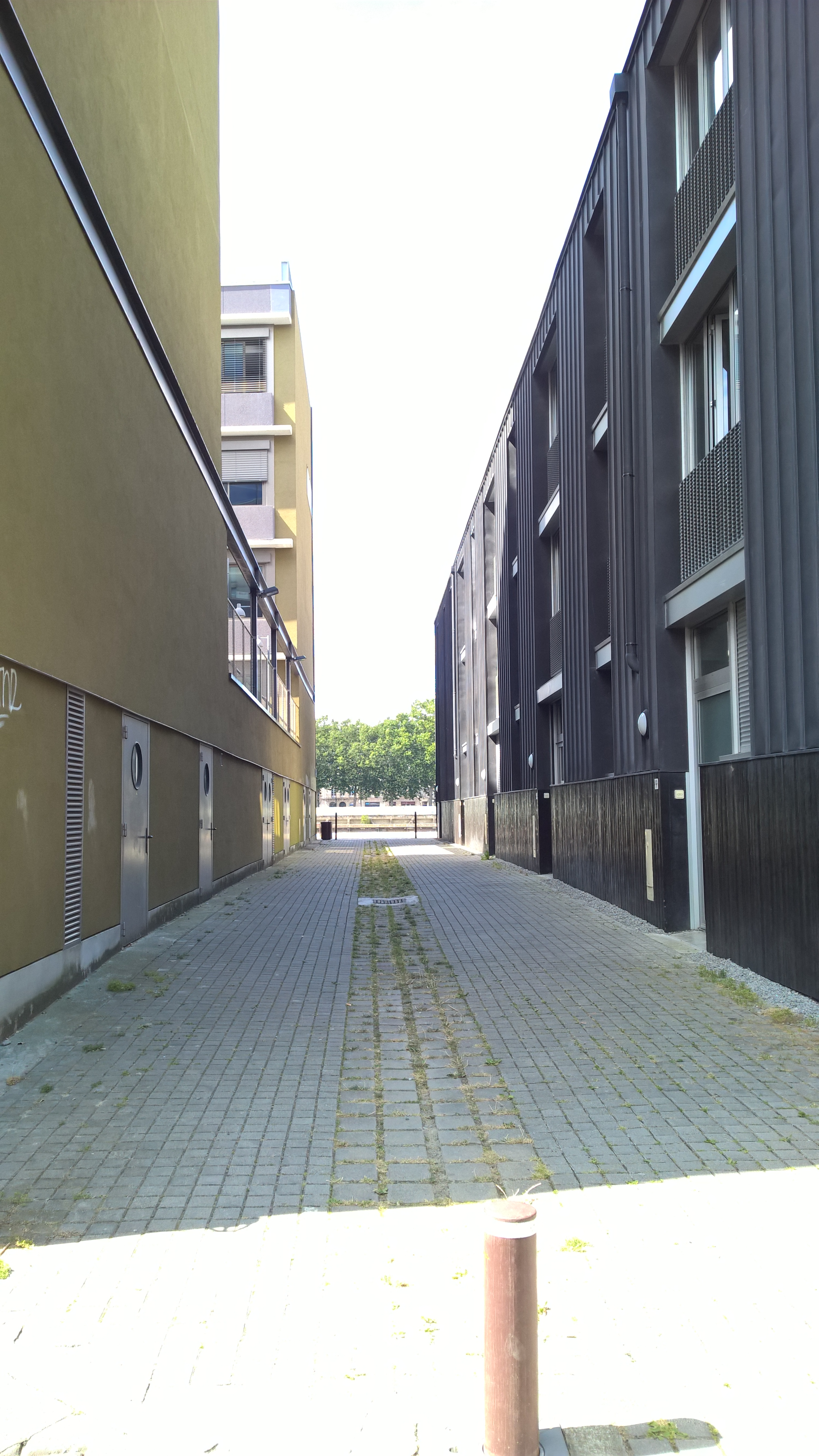
Rue Marguerite-Duras.